# Phụ gia bê tông
Phụ gia bê tông là các vật liệu dạng bột, dạng hạt hoặc chất lỏng được thêm vào bê tông để mang lại những đặc tính cụ thể mà không thể đạt được bằng cách sử dụng hỗn hợp bê tông thông thường. Phụ gia bê tông được định nghĩa là các phần "được thêm vào trong quá trình chuẩn bị hỗn hợp bê tông". Các phụ gia phổ biến nhất trong bê tông là chất trì hoãn và chất tăng nhanh.
Phụ gia bê tông được thêm vào để thay đổi các đặc tính của bê tông, bao gồm khả năng làm việc, đông kết, độ cứng và khả năng chống băng giá. Việc sử dụng phụ gia phải tuân thủ nguyên tắc về thành phần hỗn hợp và quá trình xử lý và sau xử lý bê tông.
Thông thường, chúng được sử dụng với tỷ lệ không vượt quá 5% so với lượng xi măng và được thêm vào trong quá trình trộn bê tông. Giới hạn tối đa của hàm lượng phụ gia được khuyến cáo và chi tiết được hiển thị trong bảng. Nếu lượng phụ gia vượt quá 3 lít/m3 bê tông tươi, cần tính đến lượng nước có trong đó khi tính toán hỗn hợp nước-bê tông. Phụ gia bê tông có thể có dạng lỏng, bột hoặc hạt. Chất siêu dẻo chỉ được sử dụng dưới dạng lỏng khi thêm vào máy trộn trên xe tải. Bằng cách sử dụng phụ gia khác nhau, có thể tạo ra bê tông với cường độ đặc biệt cao, tính chất chặt chẽ, khả năng chống thấm và tính dẻo cao. Trong các nước phát triển, hơn 80% tổng sản lượng bê tông được sản xuất bằng cách sử dụng phụ gia. Sử dụng phụ gia giúp giảm chi phí sản xuất bê tông cốt thép lên đến 18%.

## Phân loại
Các loại phụ gia thông thường bao gồm:
- Chất tăng nhanh (Accelerators): Làm nhanh quá trình cứng hóa của bê tông. Sử dụng chloride  calci, calci nitratvà nitrat natri. Chú ý không sử dụng chloride  để tránh gây ăn mòn thép cốt và bị cấm ở một số nước.[10] Hữu ích khi điều chỉnh tính chất của bê tông trong thời tiết lạnh.
- Chất gia nhập không khí (Air entraining agents): Thêm bọt khí vào bê tông, giảm hư hỏng do đóng băng-tan đóng băng trong thời tiết và tăng độ bền chịu lạnh. 1% khí giảm 5% sức chịu ép của bê tông.
- Chất gắn kết (Bonding agents): Kết dính bê tông cũ và mới, thường là polymer, chịu nhiệt và chống ăn mòn.
- Chất ức chế ăn mòn (Corrosion inhibitors): Giảm ăn mòn thép và thanh thép trong bê tông.
- Phụ gia tinh thể (Crystalline admixtures): Giảm độ thấm bằng cách tạo tinh thể kim loại không tan trong bê tông, ngăn nước và chất ô
- Màu nhuộm (Pigments): Thay đổi màu sắc bê tông, tạo tính thẩm mỹ.
- Chất làm mềm (Plasticizers): Tăng tính dễ làm việc của bê tông, giúp đặt bê tông dễ dàng mà không cần nén chặt. Chất làm mềm thường là lignosulfonate, giảm nước trong bê tông nhưng vẫn duy trì tính dễ làm việc, cải thiện sức mạnh và độ bền.
- Chất siêu làm mềm (Superplasticizers): Tăng tính dễ làm việc hơn chất làm mềm truyền thống, giảm nước trong bê tông từ 15-30%, tăng sức ép nén.
- Chất trợ bơm (Pumping aids): Cải thiện khả năng bơm, làm đặc chất bột, giảm tách lớp và chảy nước.
- Chất chậm khô (Retarders): Làm chậm quá trình cứng hóa của bê tông, thường sử dụng trong công trình lớn hoặc khó khăn. Chất chậm khô thường là polyol, bao gồm đường, sucrose, gluconat natri, glucose, axit citric và axit tartaric.

### Phụ gia khoáng và xi măng pha trộn
Các vật liệu không hữu cơ có tính pozzolanic hoặc tính thủy khẩn tiềm ẩn, đó là những vật liệu có hạt rất nhỏ, được thêm vào hỗn hợp bê tông để cải thiện các đặc tính của bê tông (phụ gia khoáng), hoặc thay thế xi măng Portland (xi măng pha trộn). Hiện nay, đang được thử nghiệm và sử dụng các sản phẩm kết hợp đá vôi, tro bay, tro luyện cao lò và các vật liệu hữu ích khác có tính chất pozzolanic. Những phát triển này ngày càng quan trọng để giảm tác động của việc sử dụng xi măng, một trong những nguồn khí thải nhà kính lớn nhất trên toàn cầu (chiếm khoảng 5-10%). Sử dụng các vật liệu thay thế cũng giúp giảm chi phí, cải thiện các đặc tính của bê tông và tái chế chất thải, đặc biệt quan trọng trong việc xây dựng một nền kinh tế vòng tròn, trong đó ngành công nghiệp xây dựng đang ngày càng tăng cần sử dụng nguồn tài nguyên, tạo ra chất thải và xử lý rác thải.
- Fly ash: Là sản phẩm phụ của các nhà máy phát điện chạy bằng than, nó được sử dụng để thay thế một phần xi măng Portland (lên đến 60% theo khối lượng). Các đặc tính của tro bay phụ thuộc vào loại than đốt. Nói chung, tro bay có chứa silica có tính pozzolanic, trong khi tro bay chứa vôi có tính thủy khẩn tiềm ẩn.[13]
- Ground granulated blast furnace slag (GGBFS or GGBS): Là sản phẩm phụ của quá trình sản xuất thép, được sử dụng để thay thế một phần xi măng Portland (lên đến 80% theo khối lượng). Nó có tính thủy khẩn tiềm ẩn.[14]
- Silica fume: Là sản phẩm phụ của quá trình sản xuất silic và hợp kim ferrosilic. Silica fume tương tự như tro bay, nhưng có kích thước hạt nhỏ hơn 100 lần. Điều này dẫn đến tỷ lệ bề mặt/để tích cao hơn và phản ứng pozzolanic nhanh hơn. Silica fume được sử dụng để tăng cường sức mạnh và độ bền của bê tông, nhưng thông thường yêu cầu sử dụng chất làm mềm siêu nhựa để dễ thi công.[15]
- Metakaolin có tính tương ứng cao (HRM): Metakaolin tạo ra bê tông có sức mạnh và độ bền tương tự như bê tông được làm bằng silica fume. Trong khi silica fume thường có màu xám đen hoặc đen, metakaolin có màu trắng sáng, là sự lựa chọn ưu tiên cho bê tông kiến trúc khi mà màu sắc quan trọng.
- Carbon nanofiber có thể được thêm vào bê tông để cải thiện sức nén và đạt được độ co giãn cao hơn, và cũng để cải thiện các tính chất điện cần thiết cho việc giám sát biến dạng, đánh giá tổn thương và tự giám sát sức khỏe của bê tông. Carbon fiber có nhiều ưu điểm về cơ học và điện (ví dụ: độ bền cao) và có khả năng tự giám sát do độ bền kéo cao và dẫn điện cao.[16]
- Các sản phẩm carbon đã được thêm vào để làm cho bê tông có khả năng dẫn điện, cho mục đích tẩy nhiệt.[17]
- Nghiên cứu mới từ Đại học Kitakyushu, Nhật Bản cho thấy một hỗn hợp từ những cái tã đã qua sử dụng được giặt và làm khô có thể là một giải pháp môi trường để giảm lượng rác thải và sử dụng ít cát hơn trong sản xuất bê tông. Một ngôi nhà mẫu đã được xây dựng tại Indonesia để kiểm tra sức mạnh và độ bền của sự kết hợp bê-tông từ tã mới này.

### Phân loại theo tiêu chuẩn
Theo tiêu chuẩn Việt Nam TCVN 3252004
Phụ gia hoá chất là các chất được thêm vào trong quá trình trộn bê tông với một lượng nhỏ, không vượt quá 5% khối lượng xi măng, nhằm thay đổi các đặc tính của hỗn hợp bê tông và bê tông sau khi cứng. Có 7 loại phụ gia hoá chất dùng cho bê tông, và chúng phải tuân thủ các yêu cầu kỹ thuật sau:
- Phụ gia hoá dẻo giảm nước (ký hiệu loại A) được sử dụng để tăng độ sụt của bê tông hoặc giảm lượng nước trộn mà vẫn giữ nguyên được độ sụt, từ đó cải thiện cường độ cơ học của bê tông.
- Phụ gia chậm đông kết (ký hiệu loại B) làm giảm tốc độ phản ứng ban đầu giữa xi măng và nước, kéo dài thời gian đông kết của bê tông.
- Phụ gia đóng rắn nhanh (ký hiệu loại C) tăng tốc độ phản ứng ban đầu giữa xi măng và nước, rút ngắn thời gian đông kết và tăng cường độ của bê tông ở tuổi ngắn ngày.
- Phụ gia hoá dẻo – chậm đông kết (ký hiệu loại D) kết hợp chức năng của phụ gia hoá dẻo và phụ gia chậm đông kết.
- Phụ gia hoá dẻo – đóng rắn nhanh (ký hiệu loại E) kết hợp chức năng của phụ gia hoá dẻo và phụ gia đóng rắn nhanh.
- Phụ gia siêu dẻo giảm nước mức cao (ký hiệu loại F) cho phép giảm lượng nước trộn một cách đáng kể mà vẫn giữ nguyên được độ sụt, tạo ra bê tông có cường độ cao hơn.
- Phụ gia siêu dẻo – chậm đông kết (ký hiệu loại G) kết hợp chức năng của phụ gia siêu dẻo và phụ gia chậm đông kết.

Theo ASTM C.494-86
Tiêu chuẩn Mỹ ASTM C.494-86 quy định 7 loại phụ gia hoá chất và 4 loại phụ gia khoáng cho bê tông.
- Loại A: Phụ gia giảm nước.
- Loại B: Phụ gia chậm đông kết.
- Loại C: Phụ gia tăng tốc độ đông đặc.
- Loại D: Phụ gia giảm nước và chậm đông kết.
- Loại E: Phụ gia giảm nước và tăng tốc độ đông đặc.
- Loại F: Phụ gia giảm nước và tăng tốc độ đông đặc mạnh.
- Loại G: Phụ gia giảm nước và chậm đông kết mạnh.

Trên thực tế, các nhà sản xuất thường cung cấp phụ gia bê tông kết hợp giữa nhiều loại phụ gia khác nhau.

## Tính phù hợp với bê tông
Các chất phụ gia được sử dụng trong bê tông, bê tông cốt thép và bê tông dự ứng lực phải tuân thủ các tiêu chuẩn DIN EN 206-1/DIN 1045-2 hoặc được cơ quan thanh tra xây dựng chung chấp thuận. Điều này đảm bảo tính hợp lệ của chất phụ gia, không ảnh hưởng tiêu cực đến sự ăn mòn của thép hoặc gân nhúng trong bê tông, và không ảnh hưởng tiêu cực đến tính ổn định và độ kết dính. Tuy nhiên, không thể rút ra kết luận về sự phù hợp của chất phụ gia trong từng trường hợp cụ thể..
Có một số chất phụ gia có thể được sử dụng cho một số nhóm công việc như BV và FM. Tại Đức, chỉ các sản phẩm thuộc nhóm chất siêu dẻo / chất làm chậm mới được sử dụng. Các chất phụ gia cho bê tông phải tuân thủ yêu cầu của tiêu chuẩn DIN EN 934 và được kiểm tra bởi nhà sản xuất theo tiêu chuẩn DIN EN 480.
Các chất phụ gia được đánh dấu bằng dấu CE. Những phụ gia không tuân thủ tiêu chuẩn này cần được phê duyệt. Viện Kỹ thuật Kết cấu Đức tại Berlin cấp phê duyệt này dựa trên nguyên tắc cấp phép và giám sát. Các chất phụ gia dạng hạt luôn cần phê duyệt. Khi sử dụng một số chất phụ gia, tính tương thích của chúng phải được chứng minh thông qua các thử nghiệm ban đầu trên bê tông. Các hạn chế về điều kiện sử dụng chỉ áp dụng cho công trình dân dụng và công trình thủy lợi..

## Các chất

### Phosphonate
Phosphonate được sử dụng làm chất chậm đông trong bê tông. Chúng làm chậm quá trình đông kết của xi măng, cho phép thời gian đặt bê tông hoặc phân tán nhiệt độ gia nhiệt xi măng kéo dài hơn, nhằm tránh nhiệt độ quá cao và nguy cơ gây nứt vỡ. Ngoài ra, chúng còn có tính chất tán xạ thuận lợi và được nghiên cứu như một loại chất tạo độ nhờn siêu phụ gia tiềm năng. Tuy nhiên, hiện tại, phosphonate chưa được bán thương mại dưới dạng siêu phụ gia. Siêu phụ gia là loại phụ gia bê tông được thiết kế để tăng độ dẻo và khả năng làm việc của bê tông hoặc giảm tỷ lệ nước-xi măng (w/c). Bằng cách giảm lượng nước trong bê tông, nó giảm độ rỗ và cải thiện tính chất cơ học (sức chịu nén và căng) và độ bền của bê tông (giảm khả năng truyền nước, khí và chất tan).

### Calci nitrat
Calci nitrat được sử dụng trong phụ gia gia tăng tốc độ đông kết của bê tông. Việc sử dụng này với bê tông và vữa dựa trên hai tác động. Ion calci tăng tốc quá trình tạo ra calci hydroxide và do đó tạo kết tủa và đông cứng. Hiệu ứng này cũng được sử dụng trong các chất hóa chất giúp đông bê tông ở thời tiết lạnh cũng như một số loại chất tạo nhựa kết hợp. Ion nitrat dẫn đến quá trình tạo ra sắt hydroxide, lớp bảo vệ này giảm thiểu sự ăn mòn của cốt thép bê tông.

### Tăng tốc độ đông cứng của xi măng
Chất gia tăng tốc độ đông cứng của xi măng là một loại phụ gia được sử dụng trong bê tông, vữa, trát và sàn. Chất này giúp gia tăng tốc độ đông cứng, làm cho quá trình chữa trị bắt đầu sớm hơn. Điều này cho phép đặt bê tông vào mùa đông mà không cần lo ngại về nguy cơ tổn thương do đóng băng. Xi măng sẽ bị hư hỏng nếu không đạt được độ bền tối thiểu là 500 psi (MPa) trước khi đóng băng.:19
Các chất hóa chất thông thường được sử dụng để gia tăng tốc độ đông cứng hiện nay bao gồm calci nitrat (Ca(NO3)2), calci nitride (Ca(NO2)2), calci format (Ca(HCOO)2) và các hợp chất nhôm. Trong số này, calci chloride (CaCl2) là chất gia tăng tốc đông hiệu quả nhất và có giá thành thấp nhất, từng được sử dụng rộng rãi. Tuy nhiên, anion chloride gây ăn mòn mạnh mẽ đối với thanh gia cố bằng thép (rebar), vì vậy không còn được khuyến nghị sử dụng và đã bị cấm ở nhiều quốc gia. Việc cẩn trọng này xuất phát từ sự ăn mòn mạnh mẽ của anion chloride  đối với thanh gia cố thép. Sự ăn mòn cục bộ của thanh gia cố có thể dẫn đến vỡ, gây hư hại cho sức chịu kéo của bê tông gia cố và ổn định kết cấu công trình. Các hợp chất thiocyanat cũng có thể gây ăn mòn thanh gia cố, nhưng với liều lượng khuyến nghị thì không gây hại. Các hợp chất natri có thể gây tổn hại đến độ bền nén trong thời gian dài, nếu sử dụng với các hợp chất kiềm tác động:6.
Một lựa chọn mới là xi măng dựa trên calci sulfoaluminat (CSA), có thể đông cứng trong vòng 20 phút và phát triển độ bền nhanh đủ để sửa chữa đường băng sân bay trong 6 giờ, cũng như trong hầm và công trình ngầm, nơi có hạn chế về nước và thời gian yêu cầu độ bền và đông cứng nhanh.

## Quy tắc áp dụng
Phụ gia bê tông cải thiện đặc tính của bê tông, nhưng chỉ khi được sử dụng đúng cách. Cần kiểm tra và tuân thủ tiêu chuẩn và thông tin trên nhãn của phụ gia. Thời gian trộn và thêm phụ gia phải đảm bảo hiệu quả. Các chất phụ gia dạng bột không được thêm vào máy trộn trên xe tải. Trong trường hợp bê tông trộn sẵn, tất cả phụ gia (trừ một số loại) phải được thêm vào trong nhà máy. Phụ gia có thể ảnh hưởng đến các đặc tính và yêu cầu công việc đặc biệt.

## Công ty nổi bật
Thị trường phụ gia bê tông dự kiến đạt giá trị 31,44 tỷ USD vào năm 2028. Trong năm 2020, thị trường này có giá trị là 18,05 tỷ USD. Dự kiến từ năm 2021 đến 2028, thị trường sẽ tăng trưởng với tỷ suất 8,2% hàng năm. Các thông tin này được công bố bởi Fortune Business Insights™ trong báo cáo "Thị trường phụ gia bê tông, 2021-2028". Các công ty chủ chốt hoạt động trong thị trường phụ gia bê tông toàn cầu là BASF SE, Arkema SA, Ashland Inc., Fosroc International Limited, Mapie S.p.A, Pidilite Industries, RPM International Inc., Sika AG, The Dow Chemical Company, và W.R. Grace & Company.